# Bryum megalacrion
Bryum megalacrion là một loài rêu trong họ Bryaceae. Loài này được Schwägr. mô tả khoa học đầu tiên năm 1816.